# يان هاريسون (مصارع محترف)
يان هاريسون (بالإنجليزية: Ian Harrison)‏ هو مصارع محترف بريطاني، ولد في 3 يناير 1969 في ليدز في المملكة المتحدة.

## وصلات خارجية
- يان هاريسون على موقع CageMatch worker (الإنجليزية)

- الموقع الرسمي